# Championnats d'Afrique d'haltérophilie 2025
Navigation
Édition précédente Édition suivante
Les Championnats d'Afrique d'haltérophilie 2025 se déroulent du 20 au 28 avril 2025 à Moka (Maurice),. C'est la troisième fois que la compétition est organisée à Maurice.
Le Nigeria termine en tête du classement des médailles avec 18 podiums dont 13 en or, 4 en argent et 1 en bronze, devant la Tunisie avec 41 médailles dont 12 en or, 21 en argent et 8 en bronze. Maurice, pays hôte, remporte 24 médailles, dont neuf en or, cinq en argent et dix en bronze.
L'Algérie obtient 21 médailles dont six en or, 8 en argent et 7 en bronze. Le Cameroun remporte 19 médailles, dont 8 en or, 3 en argent et 8 en bronze.
Madagascar remporte neuf médailles, deux en or et sept en argent. La Guinée pour sa première participation obtient 3 médailles de bronze.

## Médaillés

### Femmes
| Épreuve     | Or                              | Argent                               | Bronze                   |       |       |
| 45 kg       | 45 kg                           | 45 kg                                | 45 kg                    | 45 kg | 45 kg |
| ----------- | ------------------------------- | ------------------------------------ | ------------------------ | ----- | ----- |
| Arraché     | Mayssa Khadhraoui 54 kg         | Fabia Tiavina Andriamitantsoa 48 kg  | Non attribuée            |       |       |
| Épaulé-jeté | Mayssa Khadhraoui 70 kg         | Fabia Tiavina Andriamitantsoa 68 kg  | Non attribuée            |       |       |
| Total       | Mayssa Khadhraoui 124 kg        | Fabia Tiavina Andriamitantsoa 116 kg | Non attribuée            |       |       |
| 49 kg       |                                 |                                      |                          |       |       |
| Arraché     | Basma Ramadan Abdelwahab 68 kg  | Nour Khalfaoui 64 kg                 | Tasnim Ben Wada 60 kg    |       |       |
| Épaulé-jeté | Basma Ramadan Abdelwahab 88 kg  | Nour Khalfaoui 80 kg                 | Tasnim Ben Wada 80 kg    |       |       |
| Total       | Basma Ramadan Abdelwahab 156 kg | Nour Khalfaoui 144 kg                | Tasnim Ben Wada 140 kg   |       |       |
| 55 kg       |                                 |                                      |                          |       |       |
| Arraché     | Onome Omolola Didih 92 kg       | Ghofrane Belkhir 83 kg               | Noura Essam Helmi 82 kg  |       |       |
| Épaulé-jeté | Onome Omolola Didih 111 kg      | Ghofrane Belkhir 105 kg              | Eya Awedi 101 kg         |       |       |
| Total       | Onome Omolola Didih 203 kg      | Ghofrane Belkhir 188 kg              | Noura Essam Helmi 182 kg |       |       |
| 59 kg       |                                 |                                      |                          |       |       |
| Arraché     | Rafiatu Lawal 95 kg             | Israa Bejaoui 73 kg                  | Dris Ines 72 kg          |       |       |
| Épaulé-jeté | Rafiatu Lawal 118 kg            | Israa Bejaoui 91 kg                  | Dris Ines 84 kg          |       |       |
| Total       | Rafiatu Lawal 213 kg            | Israa Bejaoui 164 kg                 | Dris Ines 156 kg         |       |       |
| 64 kg       |                                 |                                      |                          |       |       |
| Arraché     | Ruth Ayodele 93 kg              | Chaima Rahmouni 92 kg                | Seforah Lent 85 kg       |       |       |
| Épaulé-jeté | Ruth Ayodele 120 kg             | Chaima Rahmouni 100 kg               | Seforah Lent 96 kg       |       |       |
| Total       | Ruth Ayodele 213 kg             | Chaima Rahmouni 192 kg               | Seforah Lent 181 kg      |       |       |
| 71 kg       |                                 |                                      |                          |       |       |
| Arraché     | Ketty Lent 92 kg                | Jawaher Gesmi 86 kg                  | Cheyenne Smith 81 kg     |       |       |
| Épaulé-jeté | Ketty Lent 117 kg               | Jawaher Gesmi 116 kg                 | Douaa Bouabdellah 96 kg  |       |       |
| Total       | Ketty Lent 209 kg               | Jawaher Gesmi 202 kg                 | Douaa Bouabdellah 175 kg |       |       |
| 76 kg       |                                 |                                      |                          |       |       |
| Arraché     | Sarah Ovayioza Matthew 107 kg   | Nihad Belounis 84 kg                 | Kerrin Bouch 77 kg       |       |       |
| Épaulé-jeté | Sarah Ovayioza Matthew 130 kg   | Nihad Belounis 107 kg                | Kerrin Bouch 97 kg       |       |       |
| Total       | Sarah Ovayioza Matthew 237 kg   | Nihad Belounis 191 kg                | Kerrin Bouch 174 kg      |       |       |
| 81 kg       |                                 |                                      |                          |       |       |
| Arraché     | Anastajia Babet 70 kg           | Yukta Mohitram 45 kg                 | Non attribuée            |       |       |
| Épaulé-jeté | Anastajia Babet 87 kg           | Yukta Mohitram 60 kg                 | Non attribuée            |       |       |
| Total       | Anastajia Babet 157 kg          | Yukta Mohitram 105 kg                | Non attribuée            |       |       |
| 87 kg       |                                 |                                      |                          |       |       |
| Arraché     | Jeanne Gaëlle Eyenga 93 kg      | Zeineb Naoui 90 kg                   | Alison Sunee 84 kg       |       |       |
| Épaulé-jeté | Jeanne Gaëlle Eyenga 126 kg     | Zeineb Naoui 105 kg                  | Alison Sunee 101 kg      |       |       |
| Total       | Jeanne Gaëlle Eyenga 219 kg     | Zeineb Naoui 195 kg                  | Alison Sunee 185 kg      |       |       |
| +87 kg      |                                 |                                      |                          |       |       |
| Arraché     | Amina Yahia Mamoun 93 kg        | Estelle Momeni 81 kg                 | Rayssa Djifack 80 kg     |       |       |
| Épaulé-jeté | Amina Yahia Mamoun 115 kg       | Rayssa Djifack 110 kg                | Estelle Momeni 95 kg     |       |       |
| Total       | Amina Yahia Mamoun 208 kg       | Rayssa Djifack 190 kg                | Estelle Momeni 176 kg    |       |       |

### Hommes
| Épreuve     | Or                                   | Argent                             | Bronze                         |       |       |
| 55 kg       | 55 kg                                | 55 kg                              | 55 kg                          | 55 kg | 55 kg |
| ----------- | ------------------------------------ | ---------------------------------- | ------------------------------ | ----- | ----- |
| Arraché     | Emile Willem 94 kg                   | Havotriniaina Rakotomandimby 93 kg | Wassim Saideni 86 kg           |       |       |
| Épaulé-jeté | Havotriniaina Rakotomandimby 118 kg  | Brini Amin Allam 117 kg            | Emile Willem 110 kg            |       |       |
| Total       | Havotriniaina Rakotomandimby 211 kg  | Emile Willem 204 kg                | Brini Amin Allam 203 kg        |       |       |
| 61 kg       |                                      |                                    |                                |       |       |
| Arraché     | Amine Bouhajba 110 kg                | Jules Antonio Andriamahefa 105 kg  | Davis Niyoyita 86 kg           |       |       |
| Épaulé-jeté | Amine Bouhajba 132 kg                | Jules Antonio Andriamahefa 130 kg  | Davis Niyoyita 115 kg          |       |       |
| Total       | Amine Bouhajba 242 kg                | Jules Antonio Andriamahefa 235 kg  | Davis Niyoyita 201 kg          |       |       |
| 67 kg       |                                      |                                    |                                |       |       |
| Arraché     | Ahmed Said Mahmoud 130 kg            | Emmanuel Tuesday 130 kg            | Ayoub Salem 128 kg             |       |       |
| Épaulé-jeté | Ahmed Said Mahmoud 151 kg            | Ayoub Salem 147 kg                 | Emmanuel Tuesday 146 kg        |       |       |
| Total       | Ahmed Said Mahmoud 281 kg            | Emmanuel Tuesday 276 kg            | Ayoub Salem 275 kg             |       |       |
| 73 kg       |                                      |                                    |                                |       |       |
| Arraché     | Edidiong Joseph Umoafia 147 kg       | Karem Ben Hnia 142 kg              | Abeussa Gerard Thibaut 122 kg  |       |       |
| Épaulé-jeté | Karem Ben Hnia 176 kg                | Edidiong Joseph Umoafia 170 kg     | Abeussa Gerard Thibaut 162 kg  |       |       |
| Total       | Karem Ben Hnia 318 kg                | Edidiong Joseph Umoafia 317 kg     | Abeussa Gerard Thibaut 284 kg  |       |       |
| 81 kg       |                                      |                                    |                                |       |       |
| Arraché     | Abdelrahman Mohamed younes 162 kg    | Samir Fardjallah 152kg             | Nigel Augustine 123 kg         |       |       |
| Épaulé-jeté | Abdelrahman Mohamed younes 183 kg    | Samir Fardjallah 180kg             | Nigel Augustine 156 kg         |       |       |
| Total       | Abdelrahman Mohamed younes 354 kg    | Samir Fardjallah 332 kg            | Nigel Augustine 279 kg         |       |       |
| 89 kg       |                                      |                                    |                                |       |       |
| Arraché     | Jérémie Junior Ngouanom Nzali 146 kg | Mohamed Meknaci 142 kg             | William Swart 133 kg           |       |       |
| Épaulé-jeté | Jérémie Junior Ngouanom Nzali 182 kg | William Swart 180 kg               | Mohamed Meknaci 160 kg         |       |       |
| Total       | Jérémie Junior Ngouanom Nzali 328 kg | William Swart 313 kg               | Mohamed Meknaci 302 kg         |       |       |
| 96 kg       |                                      |                                    |                                |       |       |
| Arraché     | Farid Saidi 145 kg                   | Vuyani Masgego 134 kg              | Nicolaas Du Plooy 133 kg       |       |       |
| Épaulé-jeté | Farid Saidi 170 kg                   | Vuyani Masgego 164 kg              | Ngaina II Herman Junior 161 kg |       |       |
| Total       | Farid Saidi 315 kg                   | Vuyani Masgego 298 kg              | Nicolaas Du Plooy 293 kg       |       |       |
| 102 kg      |                                      |                                    |                                |       |       |
| Arraché     | Christoffel Reeders 133 kg           | Khelwin Juboo 128 kg               | Non attribuée                  |       |       |
| Épaulé-jeté | Khelwin Juboo 170 kg                 | Christoffel Reeders 160 kg         | Non attribuée                  |       |       |
| Total       | Khelwin Juboo 298 kg                 | Christoffel Reeders 293 kg         | Non attribuée                  |       |       |
| 109 kg      |                                      |                                    |                                |       |       |
| Arraché     | Aymen Bacha 172 kg                   | Aymen Touairi 166 kg               | Junior Ngadja Nyabeyeu 161 kg  |       |       |
| Épaulé-jeté | Junior Ngadja Nyabeyeu 206 kg        | Muhammed Njie 130 kg               | Non attribuée                  |       |       |
| Total       | Junior Ngadja Nyabeyeu 367 kg        | Muhammed Njie 220 kg               | Non attribuée                  |       |       |
| +109 kg     |                                      |                                    |                                |       |       |
| Arraché     | Ezzedine Maik Lahmadi 152 kg         | Gabriel Owusu 120 kg               | Kekoura Traore 80 kg           |       |       |
| Épaulé-jeté | Ezzedine Maik Lahmadi 170 kg         | Gabriel Owusu 140 kg               | Kekoura Traore 90 kg           |       |       |
| Total       | Ezzedine Maik Lahmadi 322 kg         | Gabriel Owusu 260 kg               | Kekoura Traore 170 kg          |       |       |